# Ignatiaceae
Ignatiaceae, porodica zelenih algi smještena u vlastiti red Ignatiales. Priznato je 4 vrste u dva roda, a ime je dobila po monotipskom rodu Ignatius.

## Rodovi
1. Ignatius Bold & F.J.MacEntee
2. Pseudocharacium Korshikov